# Cowboy in Africa
Cowboy in Africa è una serie televisiva statunitense in 26 episodi trasmessi per la prima volta nel corso di una sola stagione dal 1967 al 1968.
È una serie d'avventura a sfondo western ambientata in Africa. La serie fu generata dal film Cowboy in Africa del 1967.

## Trama
Il cowboy Jim Sinclairviene assunto dal comandante miliardario Hayes per lavorare nel suo ranch in Kenya. Jim porta con lui il suo aiutante e migliore amico, un indiano Navajo di nome John Henry.

## Personaggi e interpreti

### Personaggi principali
- Jim Sinclair (26 episodi, 1967-1968), interpretato da Chuck Connors.
- John Henry (26 episodi, 1967-1968), interpretato da Tom Nardini.
- Comandante Hayes (26 episodi, 1967-1968), interpretato da Ronald Howard.
- Samson (26 episodi, 1967-1968), interpretato da Gerald Edwards.

### Personaggi secondari
- Fred (3 episodi, 1967-1968), interpretato da Bob Rhodes.
- Bibi Graf (2 episodi, 1967-1968), interpretata da Antoinette Bower.
- Dottor Tom Merar (2 episodi, 1967-1968), interpretato da Rex Ingram.
- Foreman (2 episodi, 1967-1968), interpretato da Carl Thompson.
- M'Kana (2 episodi, 1967), interpretato da Chester Washington.
- Ebawa (2 episodi, 1967-1968), interpretato da Arthur Adams.
- Kanya (2 episodi, 1967-1968), interpretato da Isaac Fields.
- Fulah (2 episodi, 1967-1968), interpretato da Louis Gossett Jr..
- Lukora (2 episodi, 1967-1968), interpretato da Albert Popwell.
- Jorge (2 episodi, 1968), interpretato da Michael Conrad.
- Trevor Wellington (2 episodi, 1968), interpretato da Jan Murray.
- Ruy (2 episodi, 1968), interpretato da Alejandro Rey.

## Produzione
La serie fu prodotta da Ivan Tors Productions e girata negli studios dell'Africa U.S.A. Park ad Acton in California. Le musiche furono composte da George Bruns e Harry Sukman.

### Registi
Tra i registi della serie sono accreditati:
- Andrew Marton in 4 episodi (1967)
- Earl Bellamy in 3 episodi (1968)
- Andrew McCullough in 2 episodi (1967)
- Allen Reisner in 2 episodi (1967)
- Lawrence Dobkin in 2 episodi (1968)
- Alex March in 2 episodi (1968)

### Sceneggiatori
Tra gli sceneggiatori sono accreditati:
- Ivan Tors in 26 episodi (1967-1968)
- Andy White in 26 episodi (1967-1968)
- Ed Adamson in 6 episodi (1967-1968)
- Gordon T. Dawson in 4 episodi (1967-1968)
- Jay Simms in 2 episodi (1967-1968)
- Norman Katkov in 2 episodi (1967)

## Distribuzione
La serie fu trasmessa negli Stati Uniti dall'11 settembre 1967 al 1º aprile 1968 sulla rete televisiva ABC. In Italia è stata trasmessa con il titolo Cowboy in Africa.
Alcune delle uscite internazionali sono state:
- negli Stati Uniti l'11 settembre 1967 (Cowboy in Africa)
- in Germania Ovest il 22 giugno 1971 (Cowboy in Afrika)
- in Finlandia (Cowboy Afrikassa)
- in Argentina (Un cowboy en África)
- in Italia (Cowboy in Africa)

## Episodi
| Stagione       | Episodi | Prima TV USA |
| -------------- | ------- | ------------ |
| Prima stagione | 26      | 1967-1968    |